# ريكو (من الأفضل الاتصال بسول)
«ريكو» (بالإنجليزية: RICO)‏ هي الحلقة الثامنة للموسم الأول من مسلسل إيه إم سي التلفزيوني الدرامي من الأفضل الاتصال بسول، المسلسل يُعتبر بادئة من مسلسل اختلال ضال. تم بث الحلقة في 23 مارس 2015 على قناة إيه إم سي بالولايات المتحدة. خارج الولايات المتحدة، تم عرض الحلقة لأول مرة على خدمة البث نتفليكس في عدة بلدان.

## الاستقبال
عند بثها، تلقت الحلقة 2.87 مليون مشاهد أمريكي، ونسبة 18-49 من 1.3.

## وصلات خارجية
- «ريكو» على إيه إم سي (بالإنجليزية)
- «ريكو» على قاعدة بيانات الأفلام على الإنترنت (بالإنجليزية)